# ألكساندر جورباتيكوف
ألكساندر جورباتيكوف (بالروسية: Горбатиков, Александр Валерьевич) مواليد 4 يونيو 1982 في فولغوغراد، هو لاعب كرة يد روسي. مثل منتخب روسيا لكرة اليد. شارك في دورة الألعاب الأولمبية الصيفية سنة 2004.

## الميداليات
| الميدالية | المسابقة                       |
| --------- | ------------------------------ |
| برونزية   | الألعاب الأولمبية الصيفية 2004 |

## روابط خارجية
- ألكساندر جورباتيكوف على موقع الاتحاد الأوروبي لكرة اليد (الإنجليزية)
- ألكساندر جورباتيكوف على موقع اللجنة الأولمبية الدولية (الإنجليزية)
- ألكساندر جورباتيكوف على موقع أوليمبيديا (الإنجليزية)